# La riña (serie de televisión)
La riña es una serie de televisión dramática argentina producida por Zarlek y emitida por la Televisión Pública Argentina, el 29 de julio de 2013. Fue escrita y dirigida por Maximiliano González. Sus actores protagónicos son Gicela Méndez Ribeiro, Miguel Franchini, Mauro Santamarina y Luigi Serradori.
La trama aborda la vida de Dora, una joven cantante casada con Amilcar, acordeonista de Los Tres del Litoral, que se enamora de Antonio, un guitarrista paraguayo el cual se incorpora al conjunto. Ambos hombres quedan enfrentados por el amor de Dora, lo que obliga a la mujer a tomar una decisión que cambiará el destino de todos. El conflicto surge en torno a la organización de la primera huelga obrera del país surgida entre fines de 1935 y principios 1936.

## Sinopsis
De acuerdo con la productora Zarek, la sinopsis es:

«Corrientes, verano de 1936, mientras se prepara la primera huelga general organizada por los obreros de la construcción en Buenos Aires, un grupo de hombres organizan la movilización en la capital correntina. 
Agrupados en pensiones, trabajando en la construcción y enlazados por su música, hombres y mujeres llegan de todo el litoral, con la esperanza de trabajo y progreso.
Dora, Amílcar y Bernabé forman el grupo chamamecero “Los Tres del Litoral”. Bernabé es uno de los principales impulsores de la huelga general.
La llegada de Antonio, un joven paraguayo que viene de pelear en la guerra del chaco por su país, amigo de Bernabé, desata la pasión de Dora, casada con Amílcar, y el final trágico provocado por los celos y por los enfrentamientos violentos, durante la huelga general del 7 de enero de 1936 en la Argentina.»

## Elenco y personajes
- Dora - Gicela Méndez Ribeiro.
- Bernabé - Miguel Franchi.
- Amilcar - Mauro Santamarina.
- Antonio - Luigi Serradori.
- Rufino - Luis Llarens.
- Betty - Estel Gómez.
- Ramón - Andrés A. Verón Ibaceta.
- Quiros - José Dante Cena.

## Producción
El equipo técnico estuvo conformado por:

- Guionista y Director: Maximiliano González.
- Asistente de Dirección: Marcelo Emilio Brigante.
- Ayudante de Dirección: Javier Fabiani.
- Continuista: Martin Gonzalo Guzmán.
- Productora General: Alejandra Muñoz.
- Jefa de Producción: Clarisa Elin Navas.
- Asistente de Producción: Marcos Rafael Ruiz Díaz.
- Administración: Ana Pochiero - Rocío Scenna.
- Director de Fotografía / Cámara: Sebastián Andrés Gallo.
- Foquista: María Brigante.
- Cámara 2: Agustín Álvarez.
- Foquista 2: Martin Fisner.
- Jefe de Eléctricos: Fabricio Facundo Estepa.
- Eléctricos: Gustavo Adrián Lotero y Alexis Ramón Barreto Benítez.
- Dirección de Arte: Victoria Hirschmann.
- Utilero: Ariel Alexis Leiva.
- Vestuaristas: María Daniela Garrido y María Silvia Canteros.
- Asistente Vestuario: Silvia Marisel Ribero.
- Maquillaje – peinado: Darío Díaz.
- Maquilladora FX: Valeria Soledad Young.
- Asistente de Peinado: Ricardo Antonio Amarilla.
- Sonidista: Carolina Sandoval.
- Microfonista: Horacio Alberto Orcasita.
- Montajistas: Vanina Cantó - Alberto Ponce.
- Gráfica: Alejandro Hillar.
- Tutora del Proyecto: Marcela Calabró.

## Escenarios

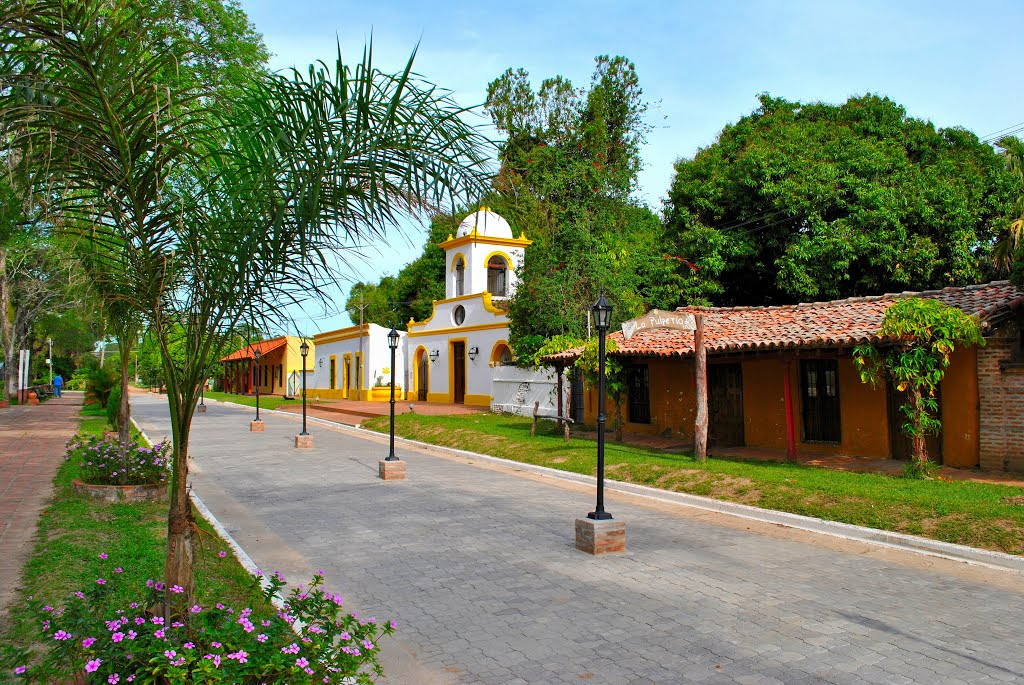
Santa Ana de las Guácaras. Locación en donde se filmó "La Riña"

La Riña fue filmada íntegramente en la localidad de Santa Ana de los Guácaras, Corrientes, ubicada a 15 km de la capital homónima. 
El contexto en el que se desarrolla la historia es el de la primera huelga obrera que se realizó en Argentina durante la Década Infame, mostrándose en esta ocasión la región del Litoral.

## Temas
Finalizada la Guerra del Chaco es el contexto en el que transcurre la miniserie.

En el momento de gestación y desarrollo de la Primera Huelga General de Argentina ocurrida entre fines de 1935 y principios del año 1936. 

En plena Década infame.

## Señas de identidad

### Secuencia de apertura
Se muestran fotos fijas de época de diferentes lugares de la localidad donde transcurre la miniserie, como una calle, la capilla y el ferrocarril. Luego ya aparecen algunos fotogramas presentados en un formato de fotografía antigua impresa de color sepia, haciendo alusión al momento en el que transcurre la historia. En estas imágenes se puede ver a los personajes principales en la riña de gallos. Las imágenes se van acercando lentamente hasta que cambian; también van apareciendo los nombres de los protagonistas, mientras se escucha una canción de chamamé a lo largo de toda la presentación. Solo hay dos imágenes en movimiento: la primera es de las plumas de gallos, realizando una transición; y la segunda, es de una manifestación de la población pidiendo justicia. Los créditos finales tiene el mismo estilo pero muestran los nombres del equipo técnico que realizó cada capítulo, actores y agradecimientos.

### Banda sonora
Todas las canciones son interpretados por el grupo musical ficcional Los Tres del Litoral, el cual está integrado por Gicela Mendez Ribeiro en voz, Mauro Bonamino en acordeón y Gory Varela en guitarra. Las piezas musicales son:
- Corrientes Poty (Pracanico y Novillo Quiroga).
- Tus recuerdos (Ernesto Montiel - Julio Montes).
- Recuerdo de Ypacarai (Zulema Mirkin - Demetrio Ortiz).
- A mi Corrientes Pora (Lito Bayardo - Eladio Martinez).
- Kilómetro 11 (Tránsito Cocomarola - Constante Aguer).
- La Caú (autor anónimo).
- Vocalisse (S. Raschamminor).

## Recepción y logros

### Premios y nominaciones
- Premio a la mejor fotografía del Festival Nueva Mirada 2013.
- Premio de la terna TV zona provincias en los Premios Construyendo Ciudadanía,[2] 2013.
- Nominada a la mejor dirección en los Festival Nueva Mirada 2013.
- Nominada al Martín Fierro Federal 2012.[3]

## La riña y la televisión
La Riña aporta a la televisión argentina, aspectos sobre la primera huelga obrera que se realizó entre fines del año 1935 y principios del 1936. Además muestra como se vivió este hecho histórico en el interior del país y demostró el peso social que tenía la clase obrera.